# British Academy Television Award de la meilleure comédie
Le British Academy Television Award de la meilleure comédie (British Academy Television Award for Best Comedy) est une récompense de la télévision britannique décernée depuis 1981 par la British Academy of Film and Television Arts (BAFTA) lors de la cérémonie annuelle des British Academy Television Awards.

## Palmarès

### Années 1980
- 1981 : Yes Minister
- 1982 : Yes Minister
- 1983 : Yes Minister
- 1984 : Hi-de-Hi!
- 1985 : The Young Ones
- 1986 : Only Fools and Horses
- 1987 : Just Good Friends
- 1988 : Blackadder the Third
- 1989 : Only Fools and Horses

### Années 1990
- 1990 : Blackadder Goes Forth
- 1991 : The New Statesman
- 1992 : One Foot in the Grave
- 1993 : Absolutely Fabulous
- 1994 : Drop the Dead Donkey
- 1995 : Three Fights, Two Weddings and a Funeral
- 1996 : Father Ted
- 1997 : Only Fools and Horses
- 1998 : I'm Alan Partridge
- 1999 : Father Ted

### Années 2000
- 2000 : Le Club des Gentlemen
- 2001 : Da Ali G Show
- 2002 : The Sketch Show
- 2003 : Alistair McGowan's Big Impression
- 2004 : Little Britain
- 2005 : Little Britain
- 2006 : Help
- 2007 : That Mitchell and Webb Look

- 2008 : Fonejacker
  - The Armstrong and Miller Show
  - Star Stories
  - Russell Brand's Ponderland

- 2009 : Harry & Paul
  - The Peter Serafinowicz Show
  - Star Stories
  - That Mitchell and Webb Look

### Années 2010
- 2010 : The Armstrong and Miller Show
  - The Kevin Bishop Show
  - Stewart Lee's Comedy Vehicle
  - That Mitchell and Webb Look

- 2011 : Harry & Paul
  - Facejacker
  - Come Fly with Me
  - Little Crackers

- 2012 : Stewart Lee's Comedy Vehicle
  - Charlie Brooker's 2011 Wipe
  - Comic Strip: The Hunt for Tony Blair
  - The Cricklewood Greats

- 2013 : The Revolution Will Be Televised
  - Mr Stink
  - Welcome to the Places of My Life
  - Cardinal Burns

- 2014 : A League of Their Own
  - The Graham Norton Show
  - The Revolution Will Be Televised
  - Would I Lie to You?

- 2015 : The Graham Norton Show
  - Charlie Brooker's Weekly Wipe (en)
  - Stewart Lee's Comedy Vehicle
  - Would I Lie to You?

- 2016 : Have I Got News for You
  - Charlie Brooker's Election Wipe
  - QI
  - Would I Lie to You?
- 2017 : Charlie Brooker's 2016 Wipe
  - Cunk on Shakespeare
  - The Last Leg: Live from Rio
  - Taskmaster